# Antioch II Epifanes
Antioch II Epifanes (gr.: Ἀντίοχος ὀ Ἐπιφανής, Antíochos ó Epifanḗs; Antioch Objawiony) (zm. 29 p.n.e.) – król Kommageny z ormiańskiej dynastii Orontydów od 30 p.n.e. do swej śmierci. Młodszy syn króla Kommageny Antiocha I Theosa Dikajosa Epifanesa Filoromajosa Filhellena i królowej Isias II Filostorgos.
Antioch był młodszym bratem księcia i przyszłego króla Kommageny Mitrydatesa II Antiocha Epifanesa Filoromajosa Filhellena Monokritesa. Niewiele wiemy na jego temat. Pozostaje niejasne, jaki zasięg miał obszar kraju w jego żądaniach do tronu. Prawdopodobnie w r. 30 p.n.e. Antioch II usunął brata oraz zajął Kommagenę. W r. 29 p.n.e. został wezwany do Rzymu przez Oktawiana, przyszłego cesarza rzymskiego. Wezwano go, ponieważ kazał zabić posła, którego brat Mitrydates II wysłał do Rzymu. Tam wydano na niego wyrok śmierci. Wykonano go na rozkaz Oktawiana. Jest taka możliwość, że księżniczka Aka II mogła być jego córką.